# Oswald van den Berghe
Pour les articles homonymes, voir van den Bergh.
Oswald van den Berghe, né à Schoten (Belgique) le 25 octobre 1834 et mort à Anvers le 12 mars 1894, est un prêtre catholique belge.

## Biographie
Oswald van den Berghe obtient le grade de docteur en philosophie et lettres à Louvain et entre à l'Académie ecclésiastique des nobles à Rome, en 1857 ; il est ordonné prêtre en 1860 et bientôt proclamé docteur en théologie.
Il  est choisi comme camérier secret du pape Pie IX et nommé protonotaire apostolique. Rentré en Belgique, en 1863, il séjourne à Ekeren, puis est chargé en septembre 1866 de la direction de l'Institut Saint-Boniface à Ixelles dont il devient le premier directeur. Le 26 avril 1869, il est nommé aumônier de la Visitation à Schaerbeek et, le 8 décembre 1872, recteur de la basilique du Sacré-Cœur à Berchem (Anvers). Il obtient du pape Pie IX le bref d'érection en Basilique mineure: c'était la première basilique érigée en Belgique, et, pour le monde entier, la première consacrée au Sacré-Cœur.
Il formule une dévotion centrée sur le rôle de Marie comme « vierge et prêtre », ou sacerdoce de Marie, qui sera reprise par la congrégation des Filles du Cœur de Jésus. 
Nommé curé de la paroisse Saint-Joseph à Anvers en 1878, il y reste jusqu'à son décès, le 12 mars 1894.

## Ouvrages
Il est l'auteur des ouvrages :
- Marie et le Sacerdoce, honoré d'une lettre-préface du pape Pie IX, Louis Vivès, 1875
- Vie d'Anne-Madeleine de Remuzat, Paris, A. Roger & F. Chernoviz, 1877.